# Dix victoires de Staline

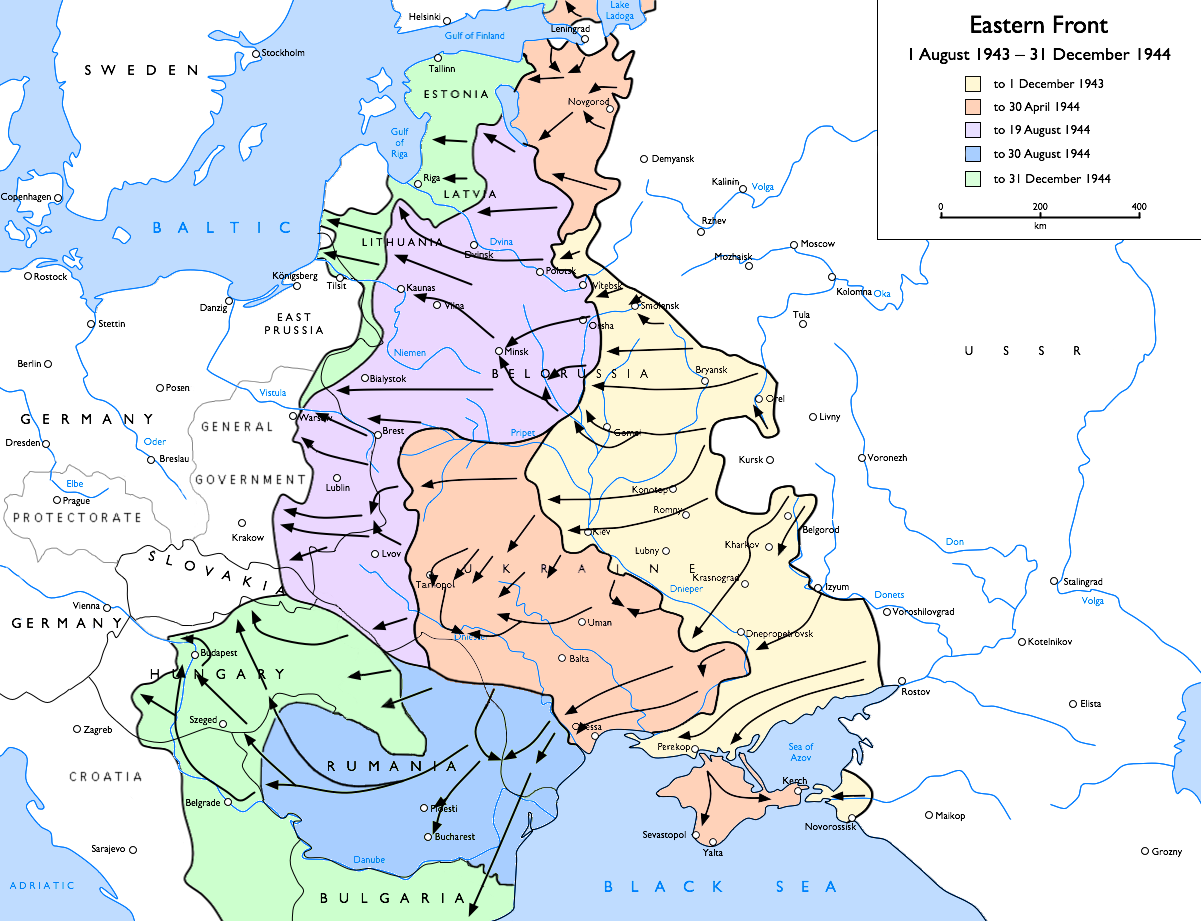
Avancées soviétiques de la mi-1943 à la fin de 1944.

Dans l'historiographie soviétique, les dix victoires de Staline représentent les dix offensives stratégiques réussies menées par l'Armée rouge en 1944 pendant la Seconde Guerre mondiale. Les offensives soviétiques chassèrent les forces de l'Axe du territoire soviétique et précipitèrent l'effondrement de l'Allemagne nazie.

## Histoire de l'expression
Le terme est entendu pour la première fois en novembre 1944 par Joseph Staline lors de son discours « 27e anniversaire de la grande révolution socialiste d'octobre » (russe : « 27-я годовщина Великой Октябрьской социалистической революции ») lors de la réunion de 1944 du Mossoviet. Le terme a été inventé pour refléter le « culte de la personnalité » qui prévalait en Union soviétique à l'époque. Elle ne reflétait pas la planification stratégique spécifique de la Stavka, et avait parfois été appelée l'« Année des douze victoires », sur la base de l'ordre émis par Staline le lendemain, autorisant le tir de salves d'artillerie avec 24 canons dans douze villes de l'Union soviétique: Moscou, Leningrad, Kiev, Minsk, Petrozavodsk, Tallinn, Riga, Vilnus, Kichinev, Tbilissi, Sébastopol et Lvov.
Le terme est abandonné après le discours secret de Nikita Khrouchtchev dénonçant Staline et mettant fin à son « culte de la personnalité » après sa mort.

## Contexte
Après l'effondrement de la 6e armée allemande à Stalingrad, les contre-offensives soviétiques et la bataille de Koursk plus tard en 1943, il devient évident que le vent de la guerre tourne en défaveur de l'Allemagne. Les forces soviétiques s'approchaient, tout le long du front, de la frontière d'avant-guerre. En partie à cause de la directive n° 51 du Führer publiée le 3 novembre 1943, qui acheminait la totalité des nouveaux hommes et matériels vers le front occidental pour faire face à l'invasion alliée attendue. Les forces de l'Axe le long du front oriental étaient insuffisamment équipées par rapport à leurs adversaires soviétiques, les renforts demeuraient rares et leurs réserves étirées. Bien que dans cette directive, Hitler ait laissé entendre qu'il pourrait être disposé à autoriser des retraits, échangeant de l'espace contre du temps, cela s'avéra inexact. Pour ces raisons, combiné à l'insistance d'Hitler pour conserver à tout prix le territoire capturé, rendit les victoires soviétiques en 1944 quasi inévitables.
|                    | Forces soviétiques | Forces de l'Axe |
| ------------------ | ------------------ | --------------- |
| Infanterie         | 6 500 000          | 4 300 000       |
| Chars              | 5 600              | 2 300           |
| Canons de campagne | 90 000             | 54 000          |
| Avions             | 8 800              | 3 000           |

## Les offensives
1. Offensive Leningrad–Novgorod (14 janvier - 1er mars 1944). Deuxième offensives dans l'ordre chronologique, celle-ci soulagea le siège de Leningrad, qui avait débuté le 8 septembre 1941. Cette opération doit refouler le Groupe d'armées Nord allemand par une attaque menées par les fronts de Volkhov et de Leningrad, ainsi que par une partie du 2e front de la Baltique, afin de mettre un terme au siège de la ville. En l'espace de deux semaines, l’Armée Rouge reprend le contrôle de la ligne Moscou–Leningrad, et le 26 janvier 1944 Joseph Staline proclame la fin du siège de Leningrad, et l'expulsion des armées allemandes de tout l’oblast de Léningrad[7],[8].
2. Offensive Dniepr-Carpates (24 décembre 1943 - 17 avril 1944). Elle est lancée la veille de Noël 1943, étant la première des offensives de 1944, mais la seconde mentionnée dans le discours de Staline. Il s'agit d'une offensive stratégique menée par les 1er, 2e, 3e et 4e fronts d'Ukraine et le 1er front de Biélorussie contre le groupe d'armées Sud, dans le but de reprendre les territoires d'Ukraine et de Moldavie occupés par les forces de l'Axe. Cette opération amène l'Armée rouge aux portes de la Roumanie et de la Pologne[9],[10].
3. Offensive Odessa (26 mars 1944 - 14 avril 1944). Même si militairement l'offensive d'Odessa est incluse dans l'offensive du Dniepr et des Carpates, Staline l'a regroupée avec l'offensive de Crimée lors de son discours. Cette offensive refoula les forces allemandes et roumaines de Crimée et permit la prise de Sébastopol par les soviétiques. Adolf Hitler avait refusé l'évacuation des forces de l'Axe, estimant que le maintien de la Crimée était vital pour maintenir la neutralité turque. L'Armée rouge attaqua l'isthme de Perekop et repoussa rapidement les forces allemandes et roumaines à Sébastopol, qui se rendit le 9 mai. Bien qu'Hitler ait finalement autorisé l'évacuation, la majorité des soldats ne purent s'échapper à temps et furent faits prisonniers de guerre. En raison des lourdes pertes subies par les forces roumaines, cette bataille fut un facteur majeur dans la capitulation roumaine plus tard en 1944. Elle fut menée par le 4e front ukrainien[11].
4. Offensive Vyborg-Petrozavodsk (9 juin - 9 août 1944). Cette offensive vise à éloigner les forces finlandaises au nord de Léningrad et de forcer la Finlande à se retirer du conflit[12]. Elle est menée par le front de Leningrad et le front de Carélie[12],[13]. Le 19 septembre 1944, la Finlande accepte les conditions de paix soviétiques et met fin à la guerre.
5. Opération Bagration (22 juin - 19 août 1944). Commencé exactement trois ans jour pour jour après l'invasion de l'Union soviétique, l'offensive d'été vise à libérer entièrement de toute occupation militaire allemande la RSS de Biélorussie. L'opération infligea des pertes extrêmement lourdes au groupe d'armées Centre, au point d'être appelé « opération destruction du groupe d'armées Centre », et fut sans aucun doute l'une des pires défaites de l'Allemagne pendant la guerre. Les forces soviétiques dépassèrent la ligne Babrouïsk-Mogilev-Vitebsk pour atteindre les environs de Varsovie avant de s'arrêter. Près de 30 divisions allemandes furent encerclées près de Minsk, la frontière d'avant-guerre de la Prusse orientale étant atteinte. Staline appela l'opération : opération biélorusse et la libération de la Lituanie et de parties importantes de la Pologne alliée, et avance jusqu'aux frontières de l'Allemagne. Elle fut menée par le 1er front de la Baltique et les 1er, 2e et 3e front biélorusse[10],[14].
6. Offensive Lvov–Sandomir (13 juillet - 29 août 1944). Cette offensive de l'Armée rouge (menée principalement par le 1er front d'Ukraine[15]) a lieu contre la Wehrmacht et ses alliés en Ukraine occidentale et en Pologne orientale. Appelée Libération de l'Ukraine occidentale et traversée de la Vistule et, en conjonction avec l'opération Bagration, elle a détruit le Groupe d'armées Centre allemand[16].
7. Seconde offensive Jassy-Kishinev (19 août – 14 octobre 1944). Cette offensive comprend la deuxième offensive Jassy-Kishinev, du 20 au 29 août, et ses suites, qui se sont poursuivies jusqu'en octobre. Cette offensive et ses suites sont principalement menées dans les Balkans et visent les formations allemandes et roumaines du Groupe d'armées Ukraine du Sud. Environ 15 ou 16 divisions allemandes sont encerclées par plusieurs divisions roumaines au cours de l'avance soviétique. Ces opérations ont directement causé la capitulation de la Roumanie et de la Bulgarie, décimé les formations du Groupe d'armées Ukraine du Sud, permettant aux forces soviétiques d'avancer profondément en Roumanie. D'après le discours de Staline, l'opération permet de retirer la Roumanie et de la Bulgarie de la guerre, progresser jusqu'aux frontières de la Hongrie, en ayant la possibilité d'offrir une assistance à la Yougoslavie alliée. Elle fut menée par les 2e et 3e fronts ukrainiens[10],[17].
8. Offensive de la Baltique (14 septembre - 20 novembre 1944). En reprenant les États baltes, dont la majeure partie de la Lettonie et de l'Estonie, cette offensive isole la poche de Courlande, où 30 divisions du groupe d'armées Nord seront isolées du groupe d'armées Centre jusqu'à la fin de la guerre en Europe. Elle est appelée par Staline : Libération de l'Estonie et de la Lettonie, encerclement des Allemands en Courlande, et sortie forcée de la Finlande de la guerre. Le front de Leningrad et les 1er, 2e et 3e fronts de la Baltique ont mené cette attaque[15].
9. Offensive des Carpates orientales (8 septembre 1944 - 28 septembre 1944), offensive de Budapest (29 octobre 1944 - 13 février 1945) et offensive de Belgrade (14 septembre 1944 - 24 novembre 1944) Les dernières offensives de 1944 ont abouti à la capture de Budapest le 13 février 1945. La ville fut encerclée par les forces soviétiques le 26 décembre 1944 et capturée après des semaines de violents combats de rue. Les trois offensives étaient considérées et planifiées comme une seule avancée stratégique continue qui était également empreinte d'une grande importance politique en raison de la participation des forces communistes yougoslaves dans sa phase finale. Staline l'a appelé traversée des montagnes des Carpates, la libération de Belgrade et l'offre d'une aide directe à la Tchécoslovaquie, la destruction des forces de l'Axe de Budapest et la libération de Belgrade. Elle fut menée par les 1er, 2e, 3e et 4e fronts ukrainiens[18].
10. Offensive Petsamo-Kirkenes (7 - 29 octobre 1944). Il s'agit de la première et unique opération militaire de grande envergure dans l'Arctique[19], subséquemment les forces allemandes n'évacuèrent pas le territoire finlandais le 15 septembre, comme le dictaient les termes de l'armistice de Moscou. L'opération impliquait des forces soviétiques, chassant les Allemands en retraite en Norvège, conduisant à l'occupation des mines de nickel de Pechenga, qui produisaient du métal vital pour l'effort de guerre allemand. Selon son discours, elle est appelée suppression de la menace des forces allemandes au port d'expédition soviétique du nord de Mourmansk et l'entrée en Norvège. L'opération fut menée principalement par le front de Carélie, avec l'aide des forces navales soviétiques[19].